# Заповідне (Калінінградська область)
Заповідне (рос. Заповедное) — селище Славського району Калінінградської області Росії. Входить до складу Тимірязевського сільського поселення.
Населення —  796 осіб (2015 рік). 

## Населення
| 2002 | 2010 |
| ---- | ---- |
| 750  | ↗796 |